# Лях Броніслав Михайлович
Броніслав Михайлович Лях (1 жовтня 1950, село Тишевичі, тепер Шепетівського району Хмельницької області) — радянський діяч, шахтар, прохідник шахти «Тирганська» об'єднання «Прокоп'євськгідровугілля» Кемеровської області. Член ЦК КПРС у 1990—1991 роках.

## Життєпис
У 1968—1971 роках — рульовий, штурман на суднах Вичегодського суднобудівно-судноремонтного заводу в Комі АРСР.
У 1969 році закінчив професійно-технічне училище № 1 міста Сиктивкара Комі АРСР.
З 1971 по 1973 рік служив у Радянській армії.
У 1973—1984 роках — штурман, помічник механіка, механік, капітан-механік на суднах Вичегодського суднобудівно-судноремонтного заводу в Комі АРСР.
Член КПРС з 1974 року.
У 1975 році закінчив Лімендське річкове училище Архангельської області.
У 1984—1985 роках — слюсар-складальник Прокоп'євського заводу шахтної автоматики Кемеровської області.
У 1985—1986 роках — гірник, з 1986 року — прохідник шахти «Тирганська» об'єднання «Прокоп'євськгідровугілля» міста Прокоп'євськ Кемеровської області.
Подальша доля невідома.